# NGC 3676
NGC 3676 est une galaxie lenticulaire située dans la constellation de la Coupe. NGC 3676 a été découverte par l'astronome américain Frank Müller en 1886.

## Caractéristiques
NGC 3676 est possiblement une galaxie LINER, c'est-à-dire une galaxie dont le noyau présente un spectre d'émission caractérisé par de larges raies d'atomes faiblement ionisés.

### Distance
Sa vitesse par rapport au fond diffus cosmologique est de 6 078 ± 52 km/s, ce qui correspond à une distance de Hubble de 89,7 ± 6,3 Mpc (∼293 millions d'al).
À ce jour, une mesure non basée sur le décalage vers le rouge (redshift) donne une distance d'environ 103,000 Mpc (∼336 millions d'al). Cette valeur est à l'extérieur mais compatible avec les valeurs de la distance de Hubble. Notons cependant que c'est avec la valeur moyenne des mesures indépendantes, lorsqu'elles existent, que la base de données NASA/IPAC calcule le diamètre d'une galaxie et qu'en conséquence le diamètre de NGC 3676 pourrait être d'environ 13,0 kpc (∼42 400 al) si on utilisait la distance de Hubble pour le calculer.